# Pistolet Sphinx AT 2000
Sphinx AT 2000 (Sphinx 2000, S2000) – szwajcarski pistolet samopowtarzalny produkowany przez firmę Sphinx Systems Ltd. Wersja rozwojowa starszych ITM AT-84 i ITM AT-88 wzorowanych na czechosłowackim CZ 75. W ofercie firmy Sphinx zastąpiony przez pistolet Sphinx S3000.
AT 2000 produkowany był w czterech wersjach z mechanizmem spustowym SA/DA :S (pełnowymiarowa), P (kompaktowa), H (subkompaktowa), PS (semikompaktowa, z zamkiem i lufą jak w wersji P, ale szkieletem z wersji S), trzech wersjach z mechanizmem DAO: SDA (pełnowymiarowa), PDA (kompaktowa) i HDA (subkompaktowa), oraz odmianie AT 2000 R posiadającej mechanizm spustowy działający jak w rewolwerach (kurek po strzale nie jest napięty jak w wersji DAO, ale można go przed następnym strzałem napiąć ręcznie) także występującej w trzech wersjach: SR, PR i HR. Poza tymi wersjami bojowymi AT 2000 produkowany jest w dwóch wersjach sportowych: Master i Grand Master. Master przy wymiarach identycznych jak inne wersje pełnowymiarowe wyposażony jest w mechanizm spustowy SA i nastawny celownik mechaniczny Bo-Mar, a Grand Master ma mechanizm spustowy SA, wydłużoną lufę i celownik kolimatorowy Tasco-Propoint lub Aimpoint. AT 2000 miał odmiany kalibru 9 mm Parabellum, 9 mm IMI, oraz .40 S&W. Wersja zasilana amunicją .41 AE została prototypem.
Sphinx AT 2000 jest bronią samopowtarzalną, działającą na zasadzie krótkiego odrzutu lufy. Ryglowanie poprzez przekoszenie lufy, rolę rygla pełni komora nabojowa, a opory ryglowej okno wyrzutowe łusek. Mechanizm spustowo-uderzeniowy kurkowy, bez samonapinania SA, z samonapinaniem (SA/DA), z wyłącznym samonapinaniem DAO lub typu rewolwerowego SA/DAO. Pistolet w wersji DAO nie posiadają bezpiecznika zewnętrznego, w pozostałych dźwignia takiego bezpiecznika znajduje się po obu stronach szkieletu. Bezpiecznik nastawny blokuje napięty kurek. We wszystkich wersjach bojowych pistolet posiada wewnętrzną samoczynna blokadę iglicy zwalnianą podczas ściągania spustu. Pistolet zasilany jest z magazynków pudełkowych o pojemności 15 (wersje pełnowymiarowe kalibru 9 mm), 13 (wersje kompaktowe kalibru 9 mm), 10 (wersje subkompaktowe kalibru 9 mm i kompaktowe .40), 11 (wersje pełnowymiarowe kalibru .40) i 8 naboi (wersje subkompaktowe kalibru .40). Po wystrzeleniu ostatniego naboju z magazynka zamek zatrzymuje się w tylnym położeniu. Dźwignie zwalniająca zamek znajdują się po obu stronach szkieletu. Przyrządy celownicze otwarte, składają się z muszki i szczerbinki. Na zamówienie przyrządy celownicze mogły być wyposażone w plamki ułatwiające celowanie przy słabym oświetleniu.